# Атомная подводная лодка

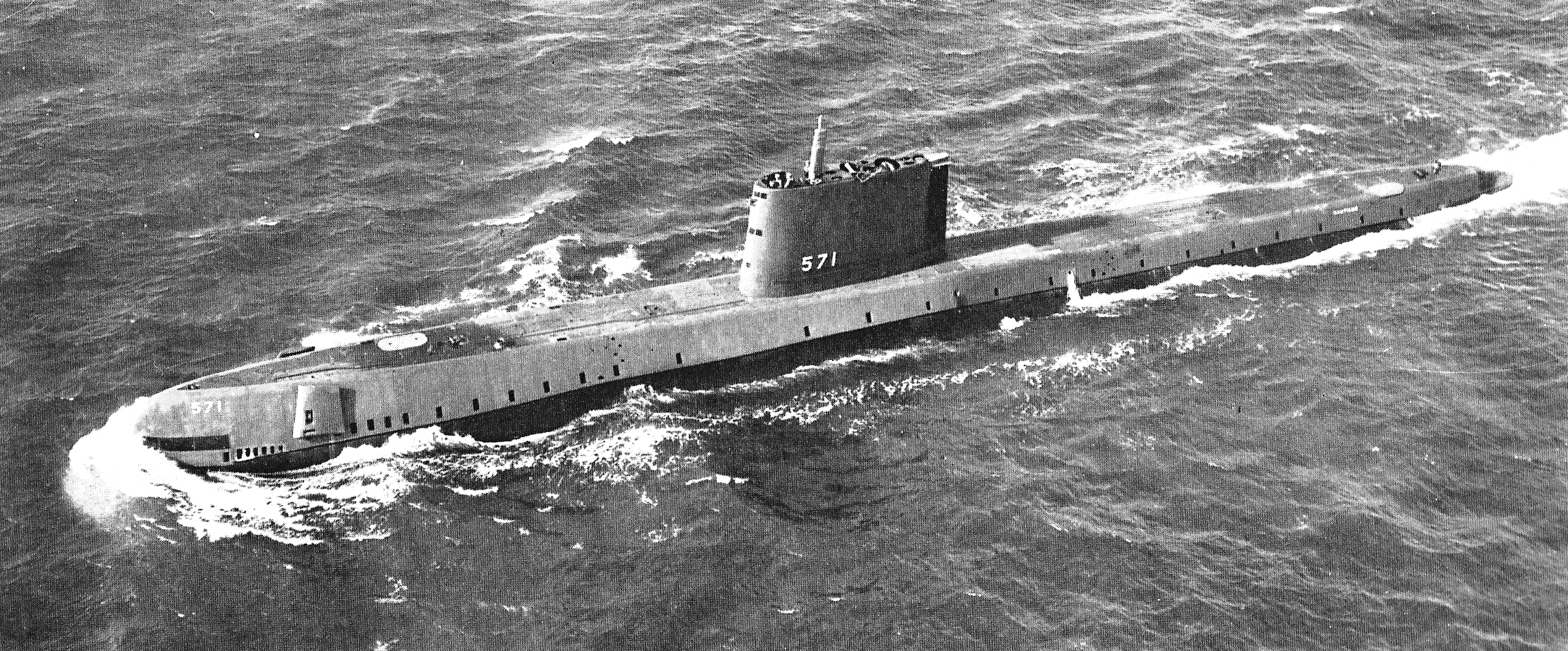
Первая в мире атомная подводная лодка USS «Nautilus» (SSN-571) на ходовых испытаниях

Атомная подводная лодка (АПЛ, ПЛА) — подводная лодка с ядерной силовой установкой.
Разрабатывать и строить собственные АПЛ в состоянии всего шесть стран: США (с 1954), СССР (Россия) (с 1958), Великобритания (с 1960), Франция (с 1967), КНР (с 1970), Индия (c 2009). В 2018 году свою первую атомную подводную лодку заложила Бразилия, а Пакистан и Иран ведут проектные работы в этом направлении.

## История
Изначально в подводном судостроении одной из наиболее важных проблем было увеличение времени нахождения под водой и увеличение скорости подводного хода, как наиболее важных характеристик подводных лодок. Прогрессу в этой области мешало несовершенство энергетических установок, а в частности — их малая мощность и зависимость времени нахождения под водой от содержания кислорода в воздухе внутри лодки. Сперва эти проблемы решались повышением мощности электромоторов, ёмкости аккумуляторов, увеличением запаса сжиженного кислорода, воздуха высокого давления, регенеративных патронов.
Во время Второй мировой войны в Германии впервые стало серийно применяться устройство для работы дизелей под водой — шноркель (прибор РДП) и парогазотурбинная энергетическая установка системы Вальтера.
В послевоенное время в США и СССР, а затем и в других странах появилась атомная энергетика, начав новый этап развития подводного флота. Однако создание мобильного компактного реактора заняло более 10 лет и потребовало значительных усилий.

### В США

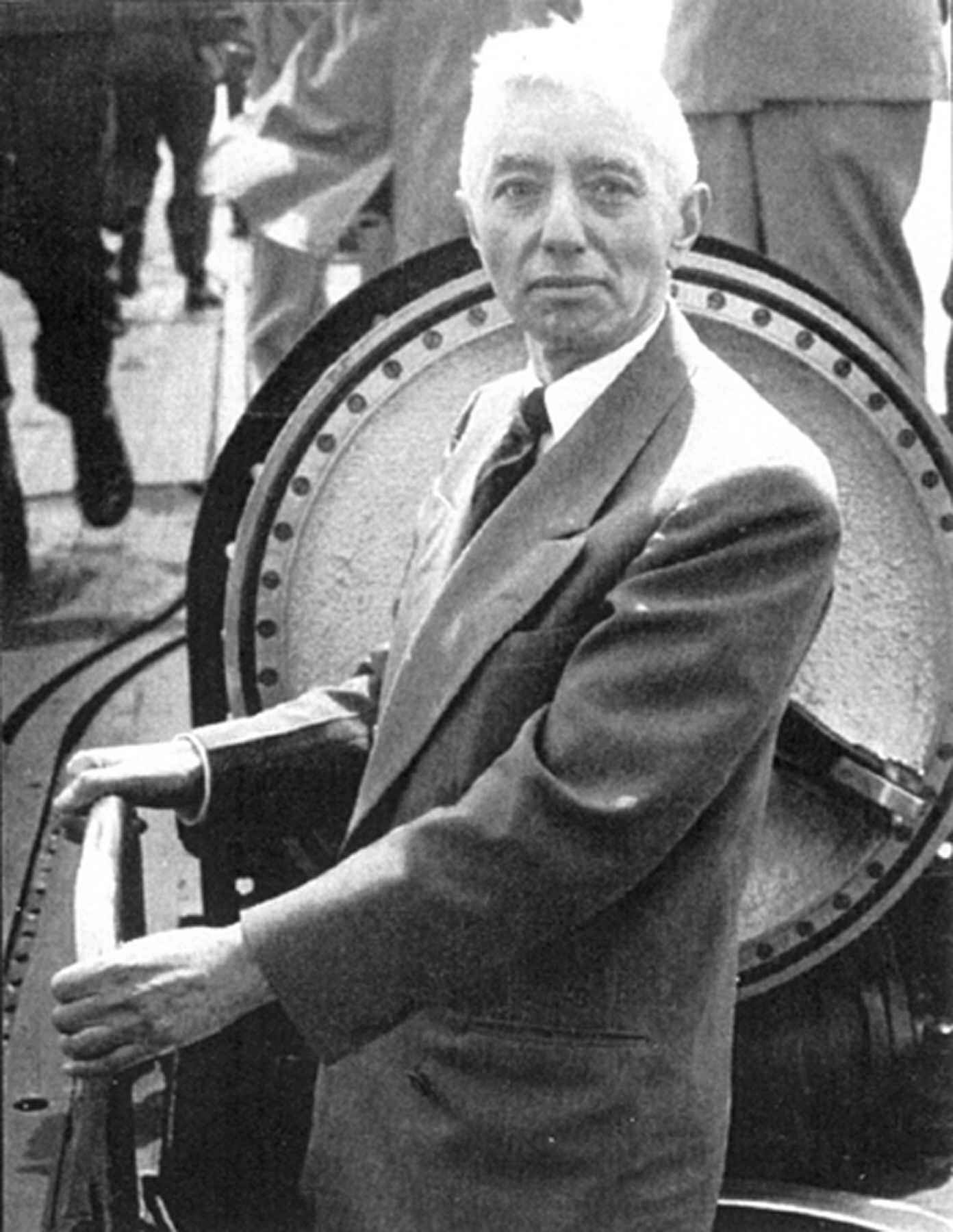
Адмирал Хайман Риковер на борту подводной лодки «Наутилус»

В 1946 году на базе Манхэттенского проекта в лаборатории Клинтон были начаты разработки ядерных энергетических установок. В проекте участвовало восемь специалистов от флота США, среди них был коммодор Хайман Риковер, ставший горячим сторонником идеи атомной энергетики в подводном флоте. В 1949 году он стал руководить флотскими работами по разработке реакторов в Комиссии по атомной энергии. Во многом благодаря его личным и профессиональным качествам США удалось в достаточно короткий срок спроектировать первый в мире высокотемпературный атомный реактор, в то же время достаточно компактный для установки на подводной лодке. Уже через три года, 14 июня 1952, в США была заложена первая в мире АПЛ «Наутилус» (англ. USS Nautilus), она была спущена на воду 21 января 1954 года.
Начиная с 1958 года и в течение более тридцати лет адмирал Хайман Риковер лично занимался строжайшим контролем атомного подводного флота США, включая постройку и эксплуатацию кораблей и многие тысячи личных собеседований с кандидатами в экипажи. В США его с уважением зовут «отцом атомного флота».
Создание первой атомной подводной лодки обозначило современный этап развития энергетики мореплавания, позволив обеспечить для него практически неограниченную дальность. Помимо этого, техническое решение позволило «Наутилусу» стать первым кораблём, посетившим Северный полюс.

### В СССР и России

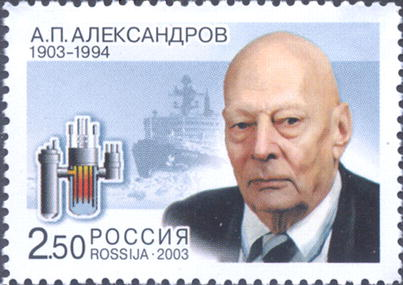
Академик Александров на почтовой марке

В ноябре 1949 года академик Игорь Васильевич Курчатов предложил научно-техническому совету Спецкомитета НКВД, занимавшемуся советским атомным проектом, поддержать доклад С. Фейнберга о возможностях "создания атомного двигателя для подводного флота в трех вариантах (водяное, газовое и металлическое охлаждение) с мощностью 10000 кВт на валу.
Идея создания подводной лодки с атомной энергетической установкой была изложена А. П. Александровым в письме к И. Курчатову от 19 августа 1952 г. Строительством первой советской атомной подводной лодки К-3 «Ленинский комсомол» руководили академик Н. А. Доллежаль по реакторной части, В. Н. Перегудов по корабельной части, общее руководство проектом вёл академик А. П. Александров.
Реализация проекта завершилась 4 июля 1958 года, когда советская подводная лодка К-3 дала ход под атомной силовой установкой. Поскольку лодка изначально проектировалась под качество подводного хода, она получилась быстроходнее американского «Наутилуса»: на испытаниях в погруженном состоянии был достигнут ход в 28 узлов без выхода реакторов на полную мощность.
Атомные подводные лодки стали основой стратегических ядерных сил СССР. Последней из построенных в СССР атомных стратегических подводных лодок стал К-407 «Новомосковск».
После распада СССР технология строительства атомных подводных лодок осталась в России, хотя разрыв связей со смежными предприятиями и бедственное положение с финансированием в 1990-х годах привело к резкому сокращению темпов и объёмов строительства. Так, заложенная в 1996 году подводная лодка К-535 «Юрий Долгорукий» была передана флоту лишь в 2013 году — через 17 лет после начала строительства. В 2010-х годах темпы строительства возросли — по настоящее время ведётся постройка двух серий атомных подводных лодок 4-го поколения: стратегических проекта 955 «Борей» и многоцелевых проекта 885 «Ясень».

### Другие страны
При активном сотрудничестве с США программу атомного подводного судостроения начала Великобритания, в 1963 году в строй вошла первая британская АПЛ «Дредноут».
Франция начала строить АПЛ примерно в то же время, но разработав всю программу судостроения самостоятельно.
В 1969 году начала нести боевую службу первая французская атомная подводная лодка «Редутабль», причём она относилась не к торпедным подводным лодкам, а к классу стратегических подводных лодок.
Французские атомные реакторы для подводных лодок отличаются компактностью и хорошей защитой. Они имеют меньший срок службы между проведением обслуживания — около 5 лет, что вдвое меньше американских аналогов, но по плану каждые пять лет французские лодки проходят обновление радиоэлектронного оборудования, и смена ядерного топлива происходит во время этих ремонтов.
При содействии СССР подводные лодки с атомными энергетическими установками стали производиться в КНР. Первоначально в конце 1950-х годов КНР запросил в СССР технологии и помощь в строительстве АПЛ, однако пока шли переговоры, в КНР началась культурная революция и отношения с СССР испортились. КНР начала строительство АПЛ своими силами в 1964 году (дата не точная) проекта 091 (код НАТО — SSN Han-class/«Хань»), однако техническая отсталость и хаос Культурной революции привели к тому, что АПЛ (бортовой номер — 401) вступила в строй только в 1980 году (дата не точная).

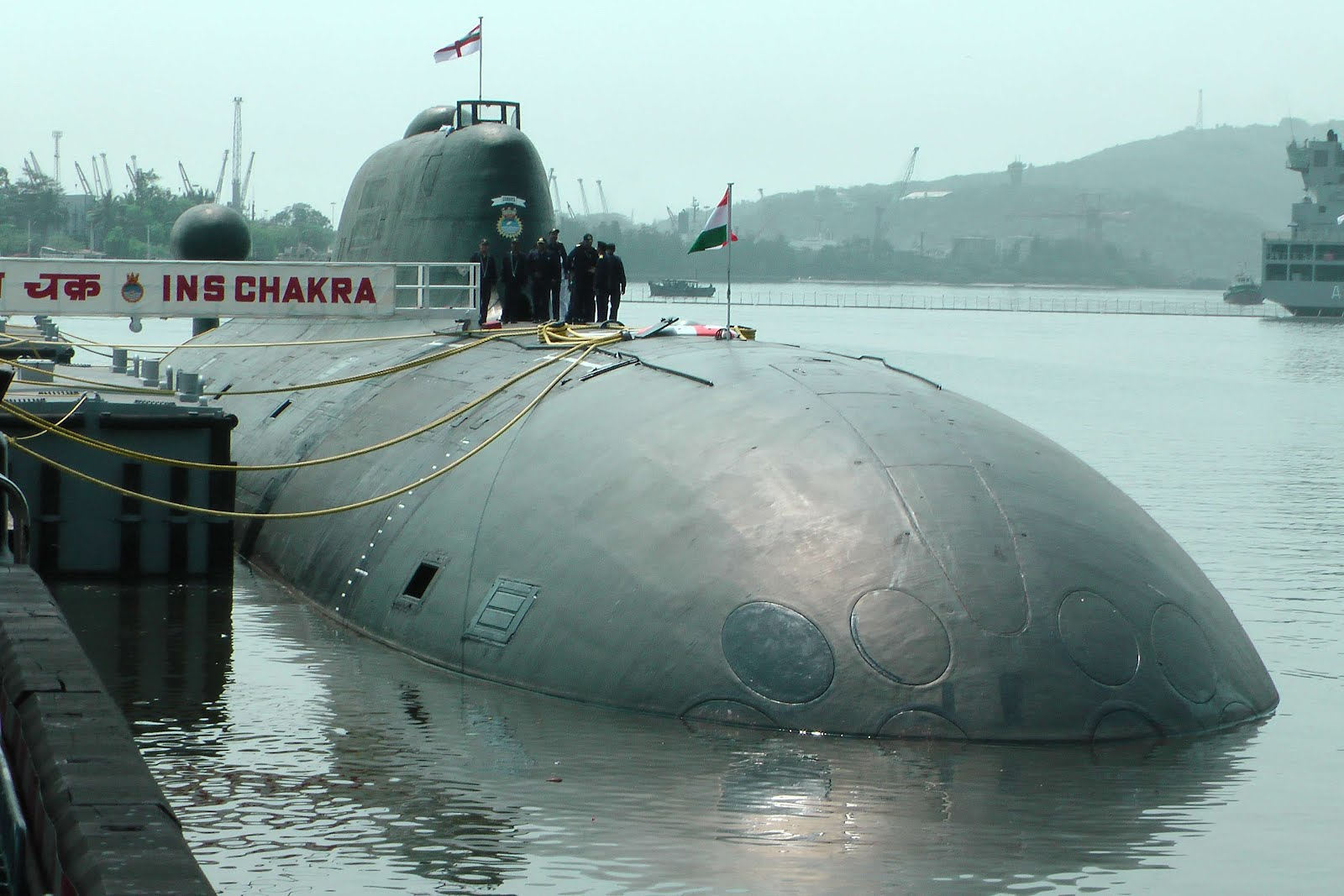
К-152 «Нерпа» под именем INS Chakra в 2012 году

Шестой страной, построившей атомную подводную лодку, стала Индия: в 2016 году на вооружение принята стратегическая атомная подводная лодка INS Arihant. Ранее, в 1984—1989 годах, в состав ВМС Индии по договору лизинга входила советская атомная подводная лодка с крылатыми ракетами К-43, а в 2012—2021 годах, также в лизинге у Индии находилась многоцелевая атомная подводная лодка К-152 «Нерпа». Обе лодки в составе индийского флота получили имя «Chakra».
Бразилия начала строительство своей первой атомной подводной лодки в 2018 году. Многоцелевая АПЛ получила имя «Álvaro Alberto», принятие её на вооружение планируется не ранее 2030 года.
В 2012 году своё намерение построить атомную подводную лодку озвучило правительство Пакистана. В 2020 году главком ВМС Ирана заявил о планах строительства атомной подводной лодки.

## Классификация
Атомные подводные лодки разделяются по назначению на три основные группы:
| Название группы                                    | Обозначение                   | Основное вооружение                                                                                               | Описание |
| -------------------------------------------------- | ----------------------------- | --- | --- |
| Многоцелевые лодки (первоначально Торпедные лодки) | - SSN - ПЛАТ, МПЛАТРК         | Торпедные аппараты и боеприпасы к ним, в том числе и с тактическими ядерными зарядами.                            | Самые быстрые лодки, предназначены для уничтожения кораблей и подлодок противника. |
| Стратегические ракетоносцы                         | - SSBN - ПЛАРБ, РПКСН, ТРПКСН | Баллистические ракеты подводных лодок в специальных вертикальных шахтах.                                          | Самые скрытные лодки, один из компонентов ядерной триады, образуют морские силы ядерного сдерживания. Боевая служба ПЛАРБ обычно продолжается около 60 суток. |
| Лодки с крылатыми ракетами                         | - ПЛАРК - SSGN                | Крылатые ракеты подводных лодок. В России — мощные противокорабельные, в США — множество небольших универсальных. | Эта группа представлена только во флотах России и США. Российские ПЛАРК предназначены для борьбы с АУГ, американские — для достижения стратегических целей неядерными средствами. Часть крылатых ракет может нести тактические ядерные заряды. В рамках четвёртого поколения ПЛ происходит объединение этой группы с группой многоцелевых ПЛ. |

Кроме указанных основных групп, выделяют группу подводных лодок специального назначения, объединяющую немногочисленные подводные лодки как специальной постройки, так и переоборудованные из лодок основных групп (в основном из ракетных), которые использовались для решения различных задач: ПЛ радиолокационного дозора, ПЛ-ретрансляторы, исследовательские ПЛ, носители сверхмалых ПЛ, ПЛ для проведения тайных операций.

## Поколения атомных подводных лодок
Первое поколение
Лодки первого и частично второго поколений не отличались сбалансированностью тактико-технических элементов. Основное внимание уделялось таким характеристикам как скорость и глубина погружения. Но высокая шумность и несовершенные системы гидроакустики делали советские лодки глухой и удобной целью.
- СССР: торпедные (ПЛАТ, 13 ПЛ проектов 627 и 627А , 1 ПЛ проекта 645, а также переоборудованные из ПЛ проектов 658 и 659 после снятия с них ракетного вооружения); ракетные: с крылатыми ракетами с надводным стартом (5 ПЛ проекта 659, 29 ПЛ проекта 675 и 1 ПЛ проекта 651Э, построенная путём добавления к дизель-электрической ПЛ проекта 651 модульной атомной установки, размещённой вне прочного корпуса); с баллистическими ракетами (8 ПЛ проекта 658, переоборудованные позже по проектам 658М и 701).
- США: торпедные и многоцелевые («Nautilus» и USS Seawolf (SSN-575) — первые экспериментальные с водо-водяным и жидкометаллическим реактором соответственно (впоследствии реактор с ЖМТ был заменён на водо-водяной), 4 ПЛ «Скейт», 1 ПЛ «Тритон» (единственная в ВМС США ПЛ с двумя атомными реакторами), 6 ПЛ «Скипджек», 1 ПЛ «Таллиби» (с полным электродвижением), 14 ПЛ «Трешер»/«Пермит»(их иногда относят ко второму поколению либо к переходному от первого ко второму); ПЛ с крылатыми ракетами (1 ПЛ «Халибат» с пятью ракетами «Регулус» — единственная в ВМС США попытка использования «тяжёлых» крылатых ракет; в 1965 году ПЛ переоборудована в торпедную); ПЛ с баллистическими ракетами (5 ПЛ «Джордж Вашингтон», 5 ПЛ «Этэн Аллен», 9 ПЛ «Лафайет», 10 ПЛ «Джеймс Мэдисон», 12 ПЛ «Бенджамин Франклин»)

Всего в 1959—1967 гг. США построили 41 стратегическую атомную подводную лодку, причём за основу для первой серии стратегических лодок был взят проект многоцелевой ПЛ «Скипджек». Последующие серии являлись дальнейшим развитием этого проекта без существенного изменения конструкции корабля и его силовой установки. Основное внимание уделялось постепенному снижению шумности и совершенствованию ракетного комплекса. На вооружение последовательно принимались ракеты «Поларис» модификаций А1, А2, А3, «Посейдон» С3, «Трайдент 1» С4. При этом все стратегические ПЛ США несли по 16 баллистических ракет большой дальности действия: от 2200 км у А1 до 7400 км у С4. Благодаря этому американские ПЛАРБ 1-го поколения значительно превосходили советские ПЛАРБ 1-го поколения и вполне соответствовали советским ПЛАРБ 2-го поколения. В СССР же за 1955—1962 годы построили всего 8 АПЛ с 3 баллистическими ракетами каждая. Дальность стрельбы ракетами Р-13 составляла 650 км, а после их замены на 7 лодках на ракеты Р-21 — 1420 км. Кроме того в Советском Союзе были построены дизель-электрические подводные лодки с баллистическими ракетами (1 ПЛ проекта В611(опытовая) и 5 пл проекта АВ611 каждая с 2 БР Р-11ФМ с дальностью стрельбы всего 150 км, а также 24 ПЛ (из них одна для ВМС КНР) проекта 629 с 3 ракетами Р-13 каждая), что явно не соответствовало силам вероятного противника. Ввиду явного отставания от США в области морских стратегических вооружений СССР приступил к разработке АПЛ второго поколения.
Второе поколение
- СССР: в 1967—1974 годах построили 34 АПЛ проекта 667А «Навага» каждая с 16 баллистическими ракетами Р-27 с дальностью стрельбы 2400 км. Дальнейшим развитием проекта стали 18 подводных лодок проекта 667Б «Мурена» с 12 ракетами Р-29 с дальностью стрельбы 7800 км, 4 ПЛ проекта 667БД «Мурена-М» с 16 ракетами Р-29Д с дальностью стрельбы 9100 км, 14 ПЛ проекта 667БДР «Кальмар» с 16 ракетами Р-29Р с дальностью стрельбы 9000 км при моноблочной головной части либо 6500 км с разделяющейся головной частью (с 3 или с 7 блоками), 7 ПЛ проекта 667 БДРМ «Дельфин» с 16 ракетами Р-29РМ и последующих модификаций с дальностью стрельбы 8300 км и более. Во время развития проекта конструкция корабля и его энергоустановка существенных изменений не претерпевали, основное внимание уделялось совершенствованию ракетного комплекса, снижению шумности, улучшению радиоэлектронного вооружения. В результате РПКСН проекта 667БДРМ по многим показателям приблизился к АПЛ третьего поколения. АПЛ проекта 667А претерпели множество модификаций: одна ПЛ была модернизирована по проекту 667АМ «Навага-М» и вооружена ракетным комплексом Д-11 с 12 твердотопливными баллистическими ракетами, другие ПЛ переоборудованы в многоцелевые ПЛ, ПЛ со стратегическими крылатыми ракетами, ПЛ-носители сверхмалых ПЛ и др. ПЛ с крылатыми ракетами получили возможность их запуска из подводного положения. Это 11 ПЛ проекта 670 «Скат» с 8 КР «Аметист» с дальностью стрельбы 80 км, 1 ПЛ проекта 661 «Анчар» с 10 КР «Аметист», 6 ПЛ проекта 670М «Чайка» («Скат-М») с 8 КР «Малахит» с дальностью стрельбы 120 км; переделанные из ПЛАРБ проекта 667А 3 ПЛ проекта 667АТ «Груша» и 1 ПЛ проекта 667М «Андромеда». Многоцелевые подлодки: 15 ПЛ проекта 671 «Ёрш», 7 ПЛ проекта 671РТ «Сёмга», 26 ПЛ проекта 671РТМ(К) «Щука», 7 ПЛ с жидкометаллическим реактором проектов 705 (4 единицы) и 705К «Лира» (3 единицы). Корпуса ПЛ проектов 661, 705, 705К были изготовлены из титана.
- США:

Третье поколение
В начале 1980-х годов появились лодки третьего поколения. Они отличались существенно большим водоизмещением и наличием более совершенного вооружения. На этих лодках впервые установили радиоэлектронное вооружение.
Четвёртое поколение
- СССР: планы по созданию лодок четвёртого поколения были приняты в конце 1980-х гг., но первые проекты появились только через десятилетие. В 1993 году был заложен «Северодвинск», головной корабль проекта 855 «Ясень» (принят на вооружение в 2014 году), в 1996 году стратегический ракетоносец «Юрий Долгорукий» проекта 955 «Борей» (принят на вооружение в 2013 году).
- США: подводные лодки четвёртого поколения представлены проектами многоцелевых АПЛ «Сивулф» и «Вирджиния», строительство ПЛАРБ нового проекта не ведётся.

Пятое поколение
- Россия: проектируется (на 2020 г. — эскизное проектирование) АПЛ пятого поколения типа «Хаски» (и её дальнейшее развитие, проект 545 «Лайка»).

Корпорация «Росатом» в августе 2018 года заявила об испытаниях ядерного реактора с ресурсом активной зоны на весь жизненный цикл подлодки.

## Особенности конструкции
Прочный корпус может выполняться
- из стали — как правило это легированная сталь с высоким пределом текучести, часто специально разработанных марок;
- из титановых сплавов — титан превосходит любую сталь по удельной прочности, немагнитный, коррозионно стойкий, но и очень дорогой в добыче и производстве, в связи с чем он не нашёл широкого применения. Корпуса из титанового сплава имели советские АПЛ К-222 (самая быстрая в мире), К-278 «Комсомолец» (самая глубоководная в мире), серии лодок проектов 705(К) «Лира», 945 «Барракуда», 945А «Кондор».

Основой главной энергетической установки атомной подводной лодки является реактор:
- Водо-водяной ядерный реактор является стандартом для подавляющего большинства атомных подводных лодок всех стран.
- Реактор с жидкометаллическим теплоносителем (проект 645 «Кит», проект 705 «Лира», USS Seawolf) имеет ряд преимуществ и недостатков. В СССР в качестве жидкометаллического теплоносителя был выбран сплав свинца с висмутом; выбор США в пользу натрия не получил развития из-за пожаро- и взрывоопасности, и на единственной американской подводной лодке с жидкометаллическим теплоносителем USS Seawolf после трёх лет эксплуатации жидкометаллический реактор был удалён и заменён водо-водяным реактором.

В проекте 651Э для переоборудования ДЭПЛ использовалась модульная атомная энергетическая установка.
Как правило на атомной подводной лодке имеется один ядерный реактор, в США только USS Triton имела два реактора, но в СССР для увеличения надёжности главной энергетической установки очень многие проекты подводных лодок были оснащены двумя реакторами, правого и левого борта, работающими каждый на свою турбину и свой винт.
Дополнительно к основной энергетической установке атомные подводные лодки имеют резервные источники энергии, обычно это аккумуляторная батарея и дизель-генераторы.
Основным вооружением атомных подводных лодок в зависимости от их предназначения могут являться торпеды, крылатые ракеты подводных лодок, баллистические ракеты подводных лодок. Отдельные корабли выполняются как подводные лодки-носители для глубоководных аппаратов.

## Страны-операторы
АПЛ состоят на вооружении ВМС следующих стран:
- Россия
- США
- Великобритания
- Франция
- Китай
- Индия

Строительство своей первой атомной подводной лодки «Альваро Альберто» ведёт Бразилия, ввод в строй запланирован на 2030 год.

## Затонувшие атомные подводные лодки
За годы холодной войны СССР потерял 4 АПЛ. Все они входили в состав Северного флота ВМФ СССР.
- К-8 — 8 апреля 1970, во время боевой службы,
- К-27 — экспериментальная подводная лодка, 24 мая 1968 произошла авария энергетической установки ЖМТ, 10 сентября 1981 года затоплена вместо утилизации,
- К-219 — 3 октября 1986, во время боевой службы,
- К-278 «Комсомолец» — 7 апреля 1989, во время боевой службы.

В постсоветское время затонули две уже российские атомные подводные лодки:
- К-141 «Курск» — 12 августа 2000, во время морских учений,
- К-159 — 30 августа 2003, списанная, во время буксировки на утилизацию.

США потеряли две подводных лодки:
- USS Thresher (SSN-593) — 10 апреля 1963, во время глубоководных испытаний,
- USS Scorpion (SSN-589) — 22 мая 1968, во время тренировочного похода.

Особняком стоит радиационная авария в бухте Чажма (10 августа 1985), в результате которой были выведены из эксплуатации сразу две советские АПЛ Тихоокеанского флота: К-431 и К-42 «Ростовский комсомолец», а также авария тихоокеанской К-429, затонувшей вблизи собственной базы из-за ряда человеческих факторов.